# Lista de supercentenários australianos
Esta é uma lista incompleta de supercentenários australianos, ou seja de pessoas australianas que tenham alcançado a idade de 110 anos. Muitos destes supercentenários foram validados pela Gerontology Research Group (GRG). 

## Christina Cock
Christina Clay Cock (Portland, Vitória, 25 de dezembro de 1887 - 22 de maio de 2002) foi a mais velha pessoa australiana de sempre, alcançando os 114 anos e 148 dias, estando entre as  60 pessoas mais velhas de sempre. À data da sua morte, era considerada a segunda pessoa mais velha do mundo.
Nascida Christina Clay, casou com Wilbert Cock em 1913. Dada à também grande longevidade do marido, que faleceu aos 96 anos, o seu casamento durou 73 anos. Quando falava sobre a sua longevidade dizia "Se eu soubesse que ia viver tanto, teria cuidado melhor de mim". Christina sempre foi muito saudável e viveu na sua casa até aos 109 anos de idade.

## Emily Beatrice Riley
Emily Beatrice Riley (Morwell (Vitória),13 de outubro de 1896-15 de maio de 2009) era, aos 112 anos e 214 dias, a pessoa mais velha da Austrália, e a mais velha do Hemisfério Sul. 
Emily casou em 1926 e teve dois filhos. No fim da sua vida, vivia num lar de idosos na localidade de Rosanna, no seu estado natal. Embora tivesse só um rim, que lhe dificultou os primeiros de vida, conseguiu chegar a supercentenária. Era ágil na prática do golfe, e mesmo alguns anos depois do seu centésimo aniversário fazia exercício diariamente e conseguia alcançar os dedos dos pés.

## John Campbell Ross
John (Jack) Campbell Ross (Newton, Vitória, 11 de março de 1899— Bendigo,3 de junho de 2009) foi aos 110 anos, a pessoa mais velha da Austrália, durante 19 dias.  Era um dos  últimos veteranos da Primeira Guerra Mundial. Vivia em Bendigo no estado de Vitória.

Jack nasceu em Newton, nos arredores de Geelong (Vitória), serviu como operador de telefonia da Primeira Força Imperial Australiana. Alistou-se em fevereiro de 1918, mas não chegou a sair da Austrália.

Por isso, o governo australiano não o reconhece como veterano da Primeira Guerra Mundial. Jack acabou por servir também na Segunda Guerra Mundial, como cabo do 20º batalhão do Corpo de Defesa Voluntária.

Jack trabalhou 45 anos como ferroviário e gostava de escrever, nomeadamente as suas memórias e a sua árvore de família. Nunca bebeu ou fumou, mas gostava muito de chocolate. 